# Helix Pass
Helix Pass är ett bergspass i Antarktis. Det ligger i Östantarktis. Nya Zeeland gör anspråk på området. Helix Pass ligger 1 368 meter över havet.
Terrängen runt Helix Pass är huvudsakligen kuperad, men söderut är den bergig.  Trakten är obefolkad. Det finns inga samhällen i närheten. 